# 儿童医院站 (郑州地铁)
儿童医院站是郑州地铁5号线与12号线的地铁换乘站，位于中华人民共和国河南省郑州市郑东新区（行政区划属金水区）农业东路与平安大道交叉口，于2019年5月20日随郑州地铁5号线开通运营而启用。12号线车站开通于2023年12月20日。

## 车站结构
儿童医院站分为5号线车站和12号线车站两部分，5号线车站的主体结构位于农业东路与平安大道交叉口东北角颐和医院停车场地下，呈东西向布置，为地下二层车站，12号线车站的主体结构位于平安大道地下，呈东北-西南向布置，为地下四层车站。

### 车站楼层
儿童医院站5号线车站的主体结构为地下二层车站，B1层为站厅层，B2层为站台层。12号线车站的主体结构为地下四层车站，B1层和B2层均为站厅层，B3层为设备层，B4层为站台层。B1层同时设有换乘通道，连接5号线站厅和12号线站厅的B1层部分。

#### 5号线车站楼层
| 1F  | 地面     | C、D出入口             | C、D出入口             | C、D出入口             |
| B1F | 站厅     | 客服中心、自动售票机   | 客服中心、自动售票机   | 客服中心、自动售票机   |
| B1F | 换乘通道 | 至 █ 12号线站厅B1层    | 至 █ 12号线站厅B1层    | 至 █ 12号线站厅B1层    |
| B2F | █ 5号线  | 外环方向（中央商务区） | 外环方向（中央商务区） | 外环方向（中央商务区） |
| B2F | 岛式站台 |                        | 至站厅                 | 卫生间                 |
| B2F | █ 5号线  | 内环方向（祭城）       | 内环方向（祭城）       | 内环方向（祭城）       |

#### 12号线车站楼层
| 1F  | 地面     | A、E、F出入口                                    | A、E、F出入口                                    | A、E、F出入口                                    |
| B1F | 站厅     | 客服中心、自动售票机、行李检查、闸机             | 客服中心、自动售票机、行李检查、闸机             | 客服中心、自动售票机、行李检查、闸机             |
| B1F | 换乘通道 | 至 █ 5号线站厅                                   | 至 █ 5号线站厅                                   | 至 █ 5号线站厅                                   |
| B2F | 站厅     | 客服中心、自动售票机、行李检查、闸机、车站控制室 | 客服中心、自动售票机、行李检查、闸机、车站控制室 | 客服中心、自动售票机、行李检查、闸机、车站控制室 |
| B3F | 设备层   | 车站设备                                         | 车站设备                                         | 车站设备                                         |
| B4F | █ 12号线 | 往梁湖方向（黄河南路）                           | 往梁湖方向（黄河南路）                           | 往梁湖方向（黄河南路）                           |
| B4F | 岛式站台 |                                                  | 至站厅                                           | 卫生间                                           |
| B4F | █ 12号线 | 往龙子湖东方向（东风东路）                       | 往龙子湖东方向（东风东路）                       | 往龙子湖东方向（东风东路）                       |

### 站厅
儿童医院站的5号线车站和12号线车站各设1座站厅，均设有客服中心、自助售票机、行李检查、车站控制室等设施。5号线站厅位于B1层，12号线站厅则分为两层，其中B1层设有行李检查设施和自助客服中心，B2层则为主站厅，设有客服中心、自助售票机和车站控制室等设施。5号线站厅和12号线站厅B1层的付费区之间设有换乘通道，连接两座站厅。在5号线站厅近D口通道处和12号线B2层站厅近E口通道处设有卫生间和母婴室。

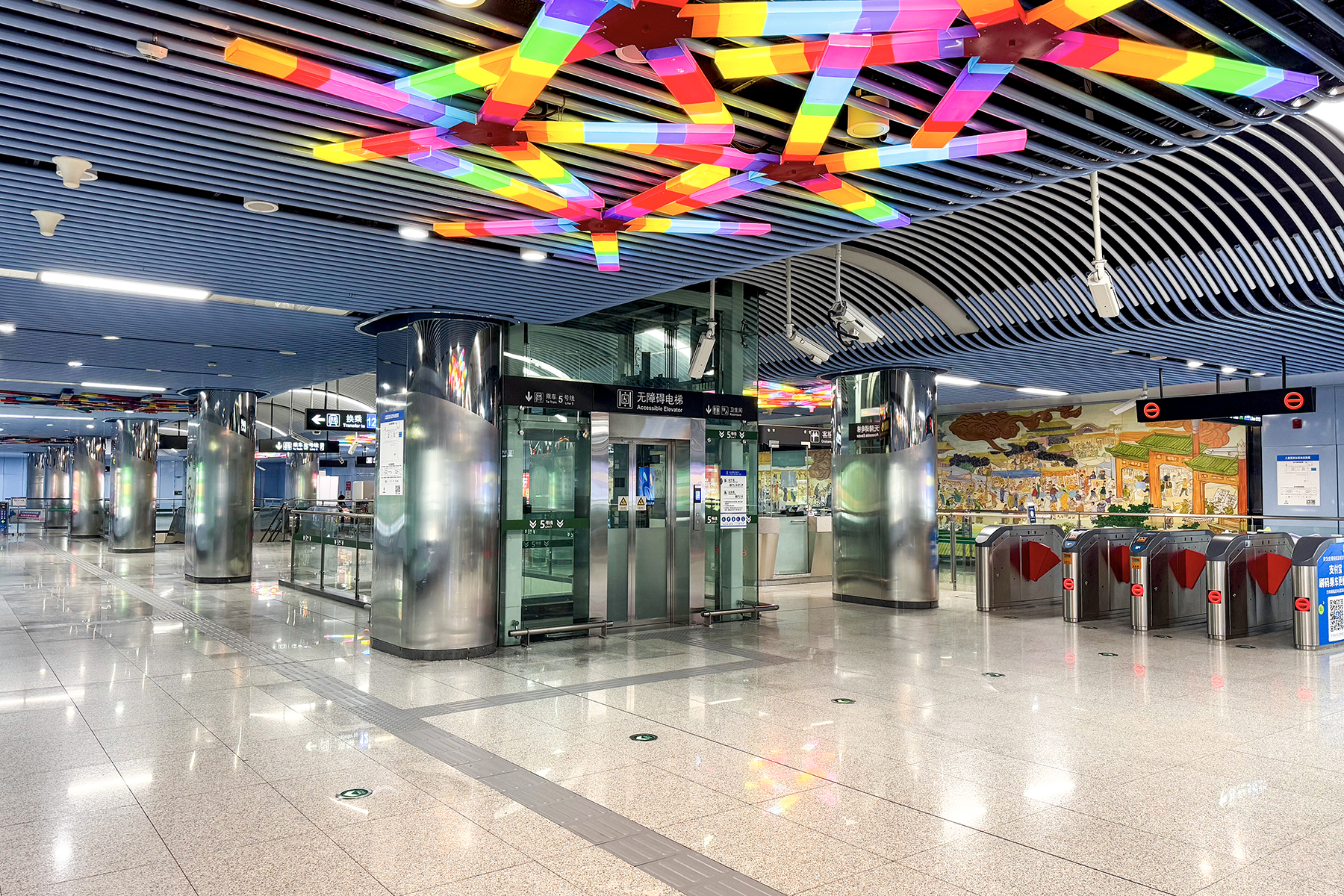
5号线站厅
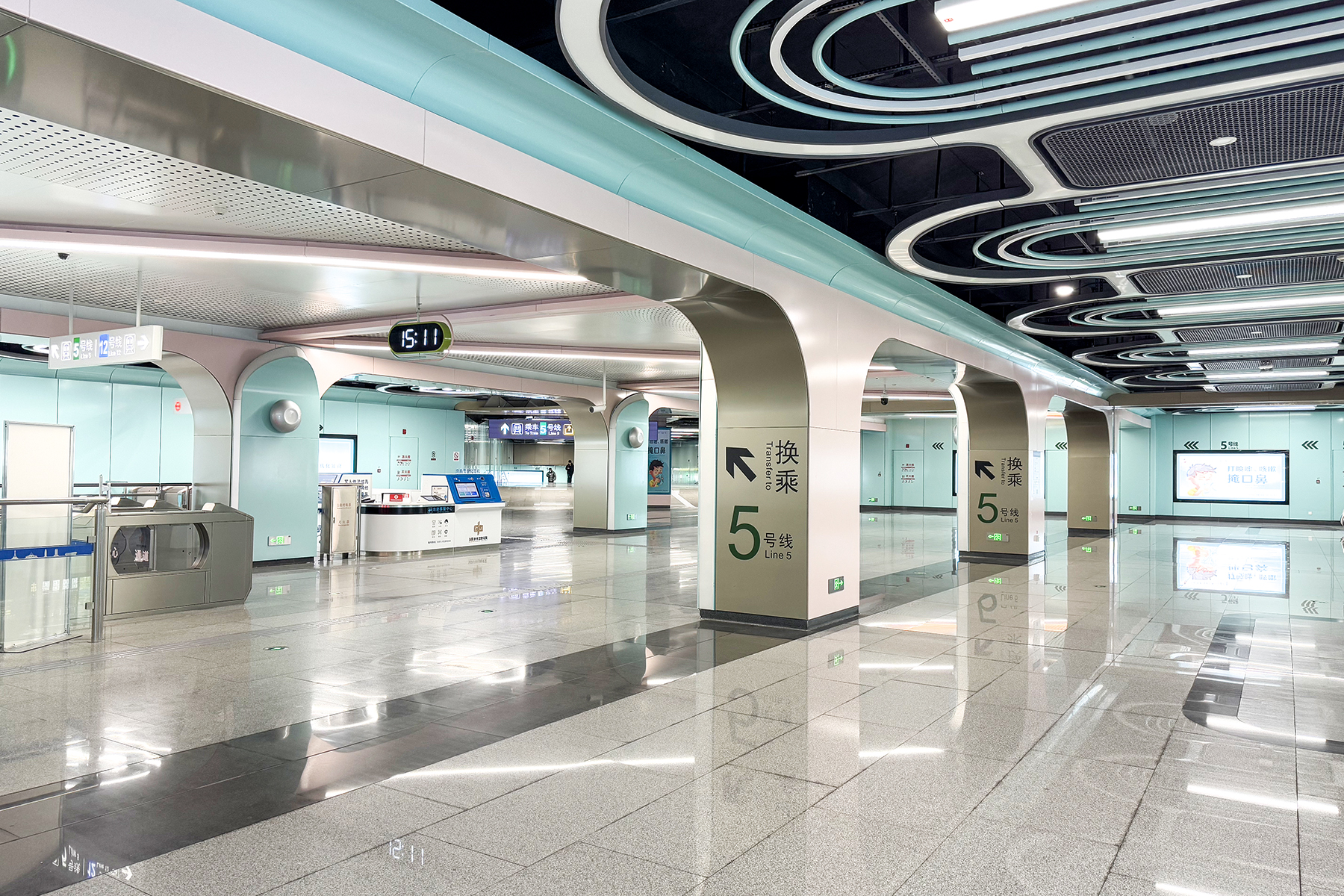
12号线B1层站厅
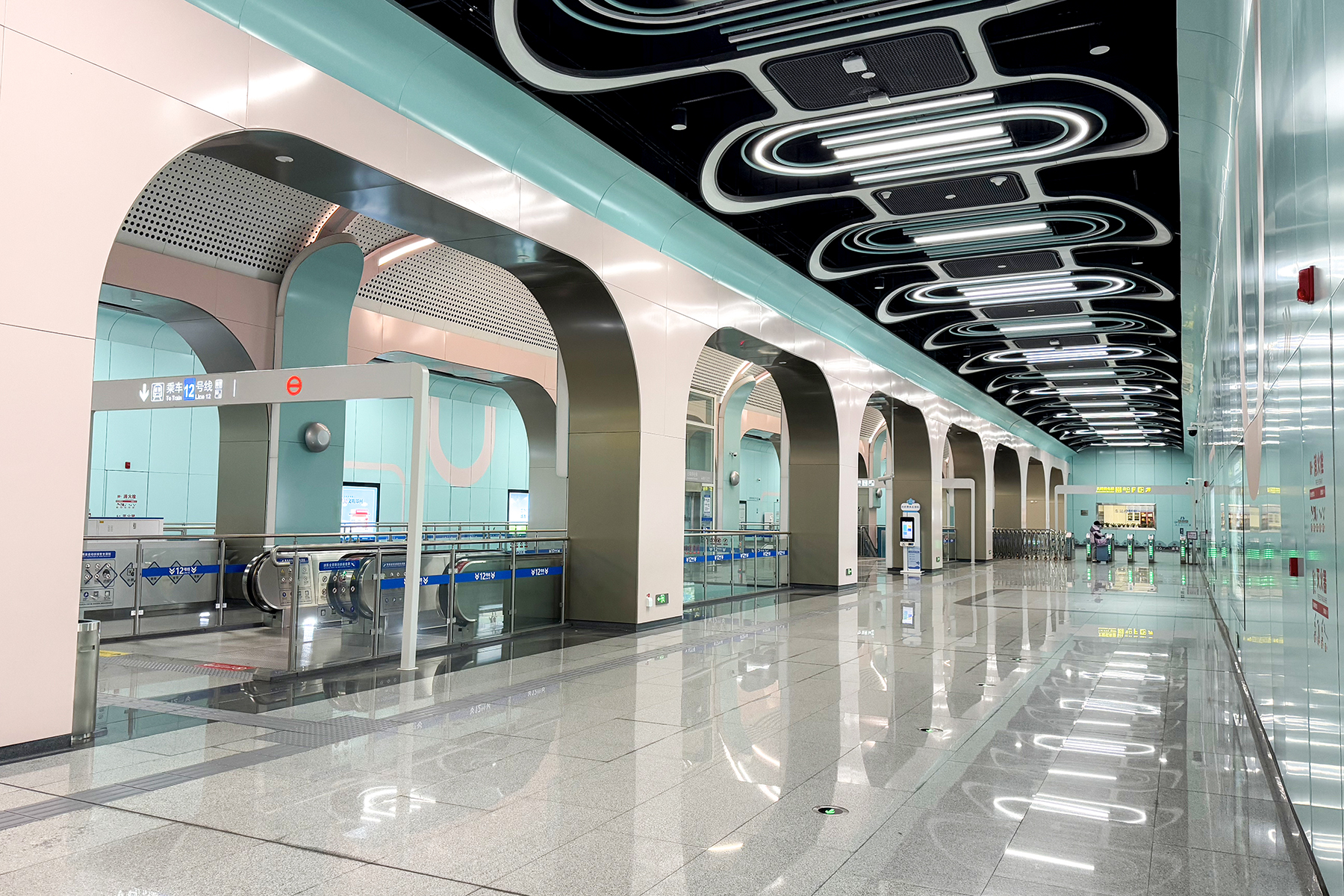
12号线B2层站厅
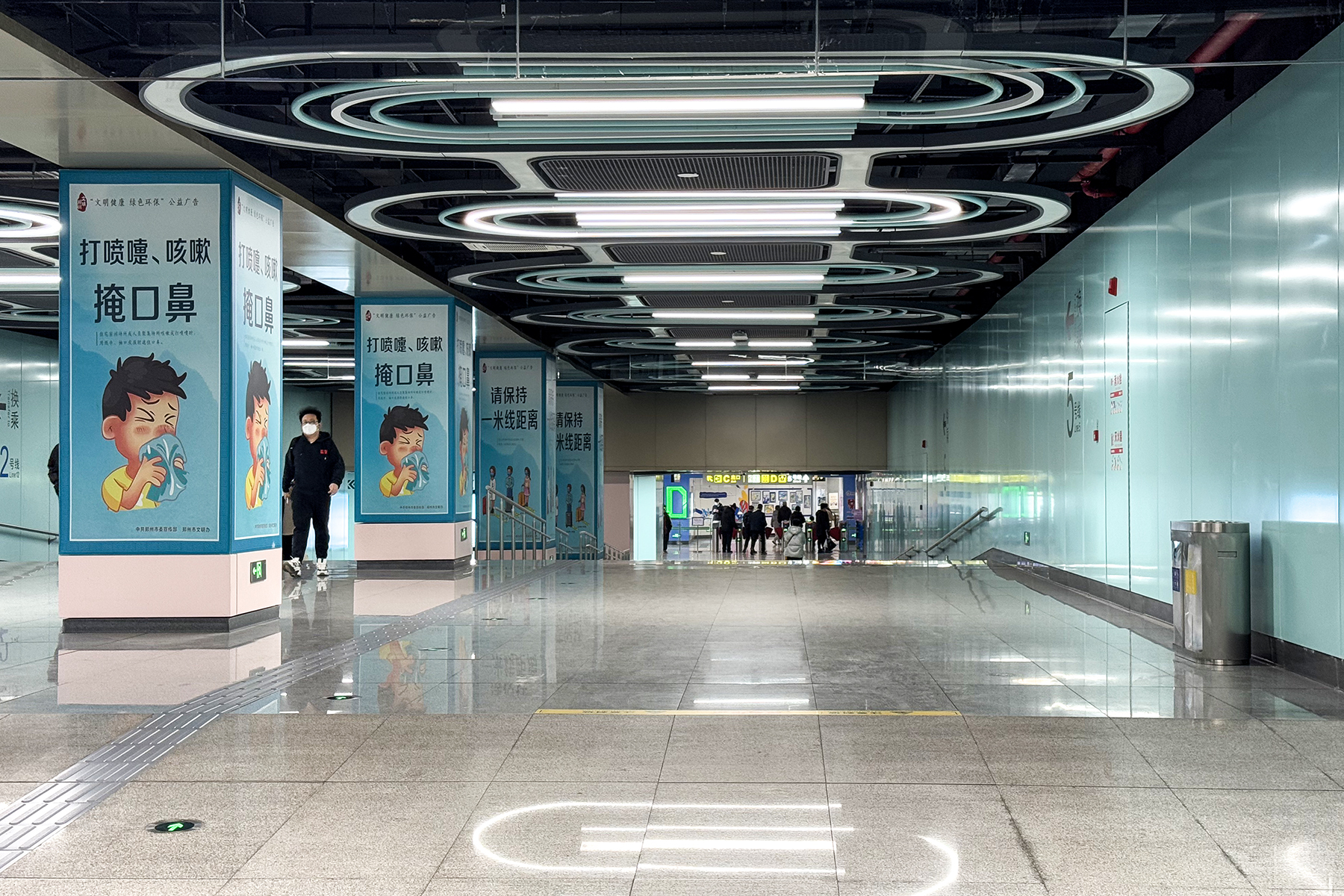
连接两座站厅的换乘通道

### 站台
儿童医院站的5号线车站和12号线车站各设一座岛式站台，均安装有高站台门。5号线站台位于B2层，呈东西向，北侧站台面由往外环方向列车的使用，南侧站台面由往内环方向的列车使用，站台东端设有卫生间和母婴室。12号线站台位于B4层，略呈东北-西南向，西北侧站台面由往梁湖方向列车的使用，东南侧站台面由往龙子湖东方向的列车使用，站台东北端设卫生间和母婴室。两座岛式站台之间并无直接通道连接，乘客需经由站厅之间的换乘通道进行换乘。

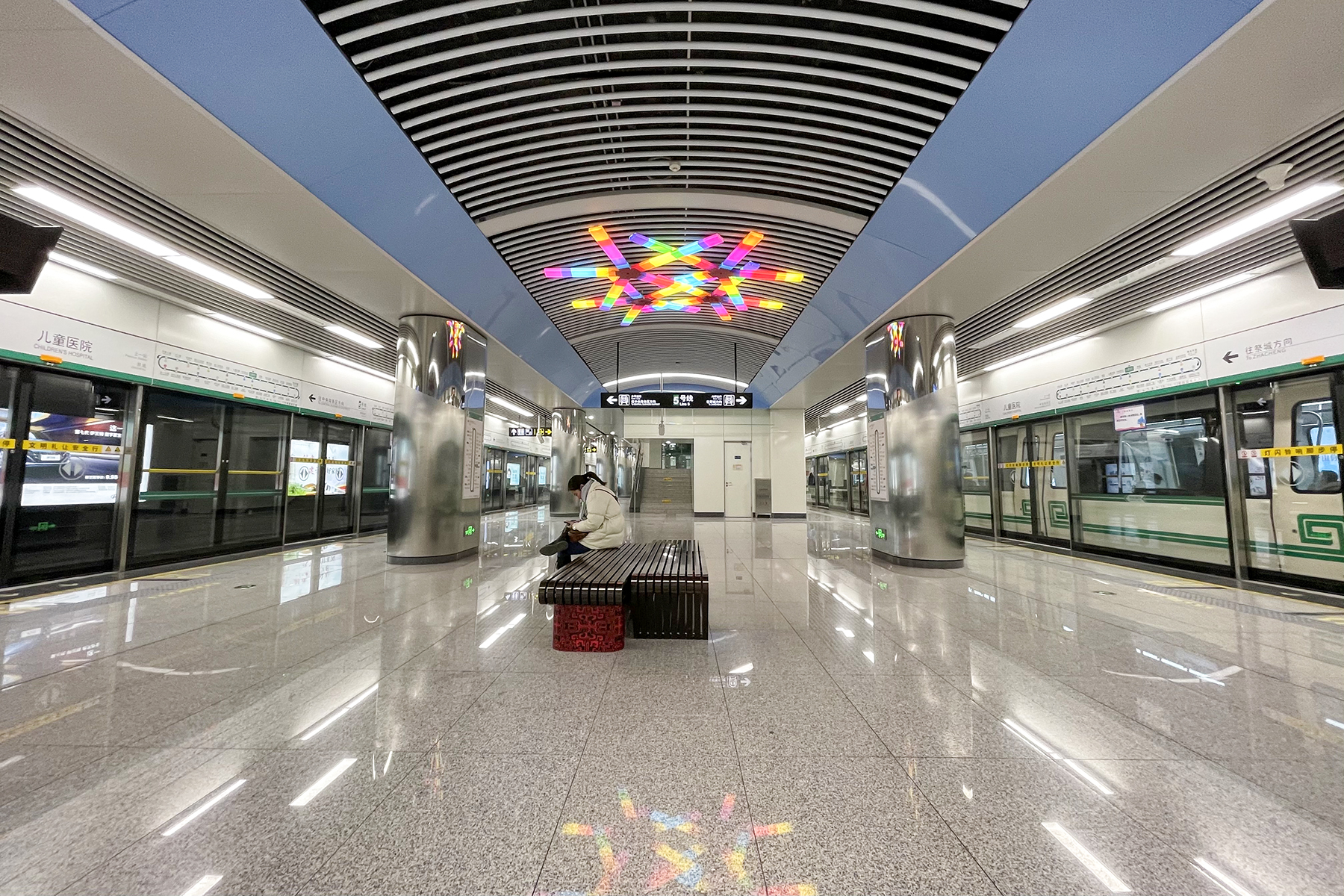
5号线站台
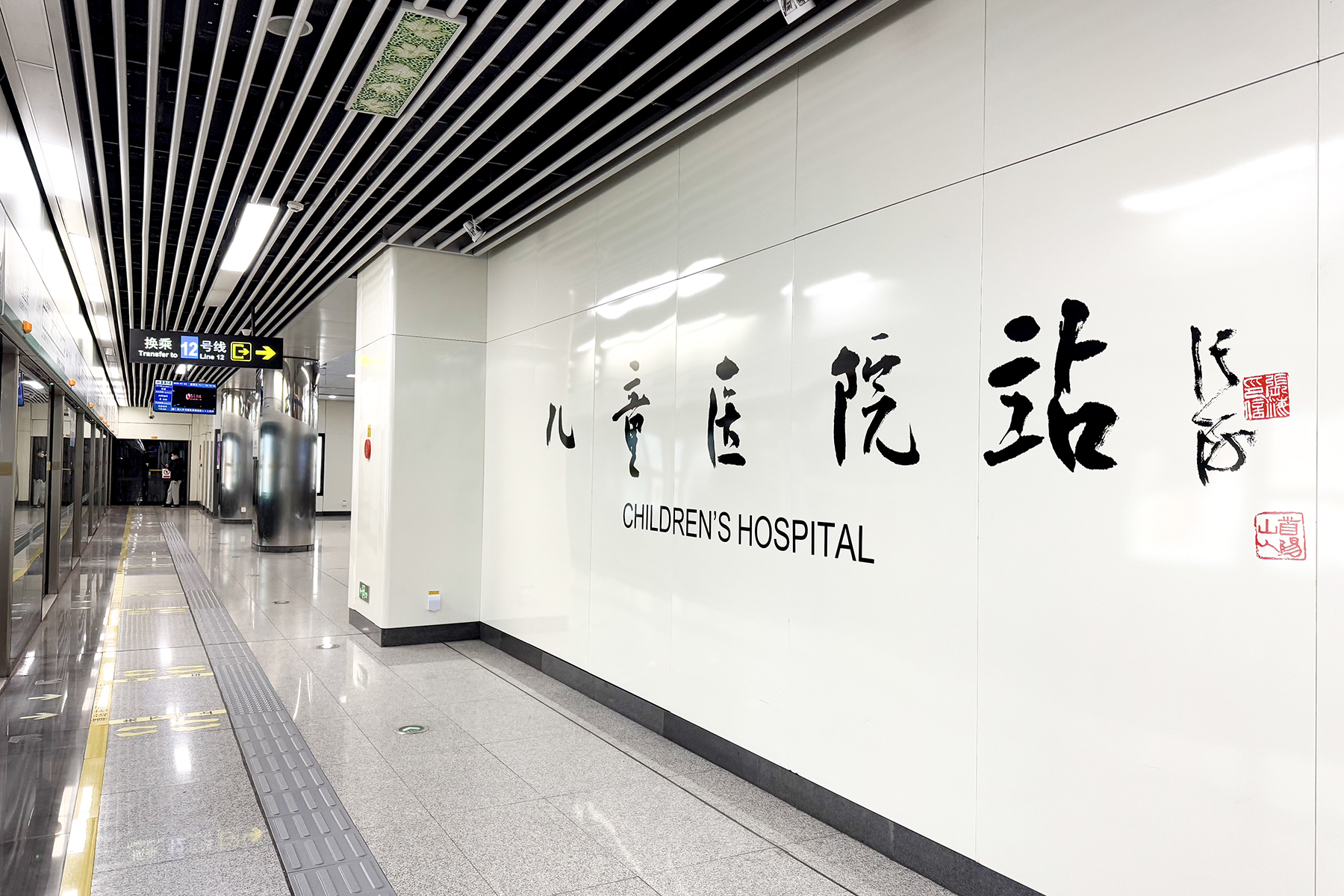
5号线站台上的站名大字壁
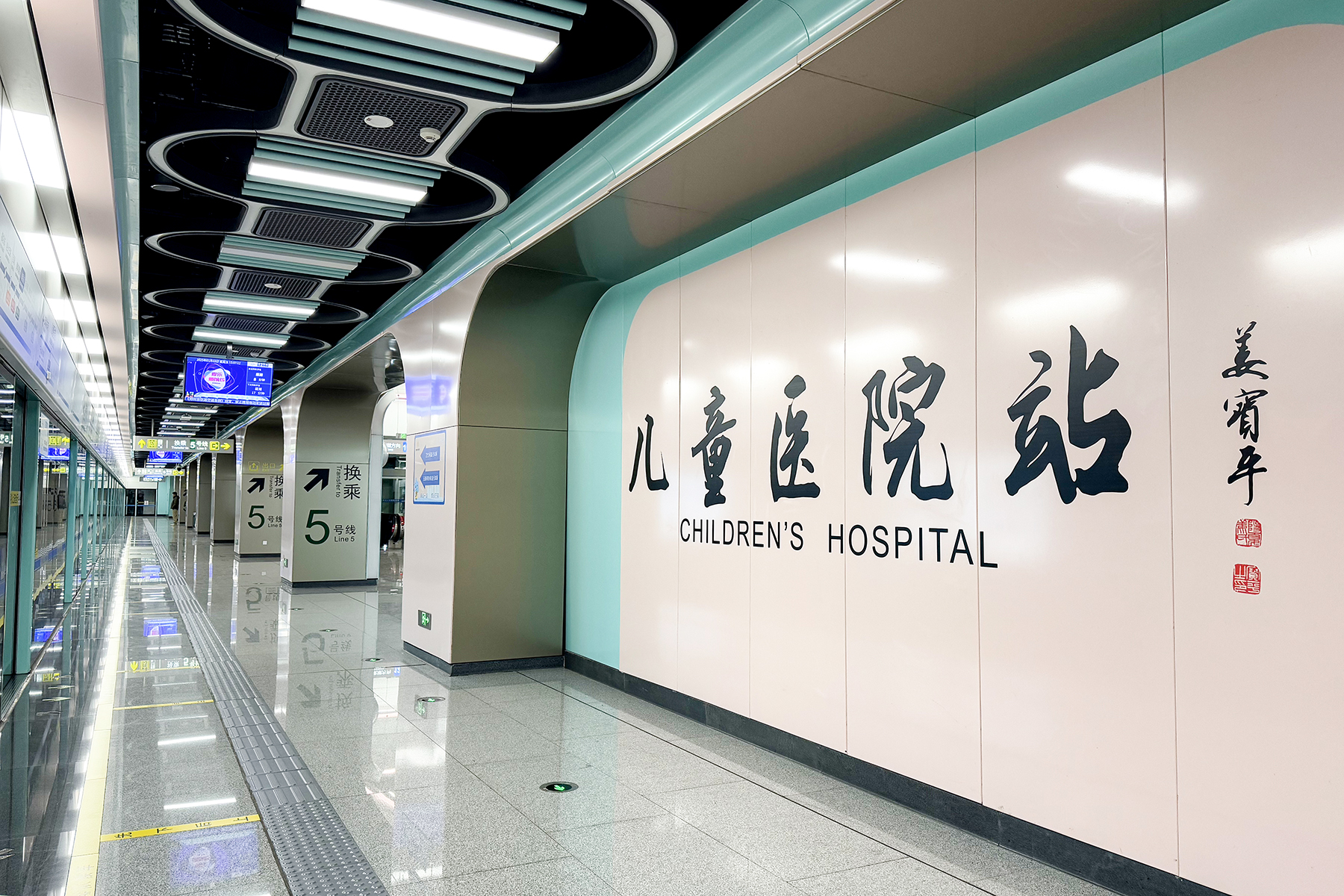
12号线站台上的站名大字壁

### 出入口
儿童医院站目前开通A、C、D、E、F共5个出入口，连接地面和站厅。A口连接12号线B1层站厅的非付费区，C、D口连接5号线站厅的非付费区，E、F口连接12号线B2层站厅的非付费区。其中A、F口位于平安大道北侧，C口位于农业东路西侧郑州颐和医院停车场门前，D口位于农业东路东侧河南省儿童医院停车场门前，E口位于农业东路与平安大道交叉路口的西南角。A、D、F口均设有无障碍电梯。
该站已开通的各出入口信息如下表所示。
| 农业东路龙湖外环东路 | 农业东路龙湖外环东路 | 农业东路龙湖外环东路 | 农业东路龙湖外环东路 | 农业东路龙湖外环东路 |
| 编号                 | 路线                 | 路线                 | 路线                 | 备注                 |
| -------------------- | -------------------- | -------------------- | -------------------- | -------------------- |
| 48                   | 电车公司             | ⇆                    | 前牛岗社区           |                      |
| 158                  | 郑州东站东广场       | ⇆                    | 红旗路经一路         | B2路支线             |
| 166                  | 农业路中州大道       | ⇆                    | 市体育中心           |                      |
| 205                  | 民航花园公交站       | ⇆                    | 大石桥               |                      |
| B202                 | 中州大道站           | ⇆                    | 郑州东站             |                      |
| S131                 | 农业路中州大道       | ⇆                    | 金水东路农业南路     |                      |
| Y36                  | 五龙口公交站         | ⇆                    | 郑州东站             | 夜间服务             |

| 龙湖外环东路农业东路 | 龙湖外环东路农业东路 | 龙湖外环东路农业东路 | 龙湖外环东路农业东路 | 龙湖外环东路农业东路 |
| 编号                 | 路线                 | 路线                 | 路线                 | 备注                 |
| -------------------- | -------------------- | -------------------- | -------------------- | -------------------- |
| S128                 | 民航花园公交站       | ⇆                    | 紫荆山花园路         |                      |

| 农业东路平安大道 | 农业东路平安大道 | 农业东路平安大道 | 农业东路平安大道 | 农业东路平安大道 |
| 编号             | 路线             | 路线             | 路线             | 备注             |
| ---------------- | ---------------- | ---------------- | ---------------- | ---------------- |
| 48               | 电车公司         | ⇆                | 前牛岗社区       |                  |
| 158              | 郑州东站东广场   | ⇆                | 红旗路经一路     | B2路支线         |
| 205              | 民航花园公交站   | ⇆                | 大石桥           |                  |
| B202             | 中州大道站       | ⇆                | 郑州东站         |                  |
| S131             | 农业路中州大道   | ⇆                | 金水东路农业南路 |                  |

## 车站装饰
5号线规划的18座换乘站在装修设计上分别以河南省的18个地级市的特色为主题，该站为鹤壁特色站，5号线站厅内设有以“庙会撷趣”为主题的文化墙。文化墙长21.40米，高3.05米，展现有着“华北第一大庙会”之称的浚县古庙会的景象。

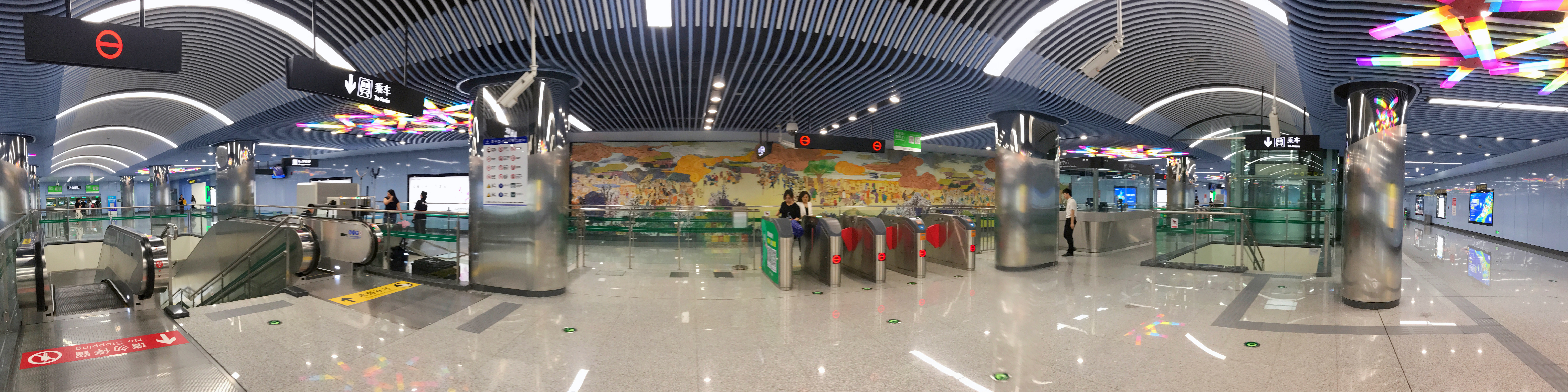
5号线站厅全景

## 历史

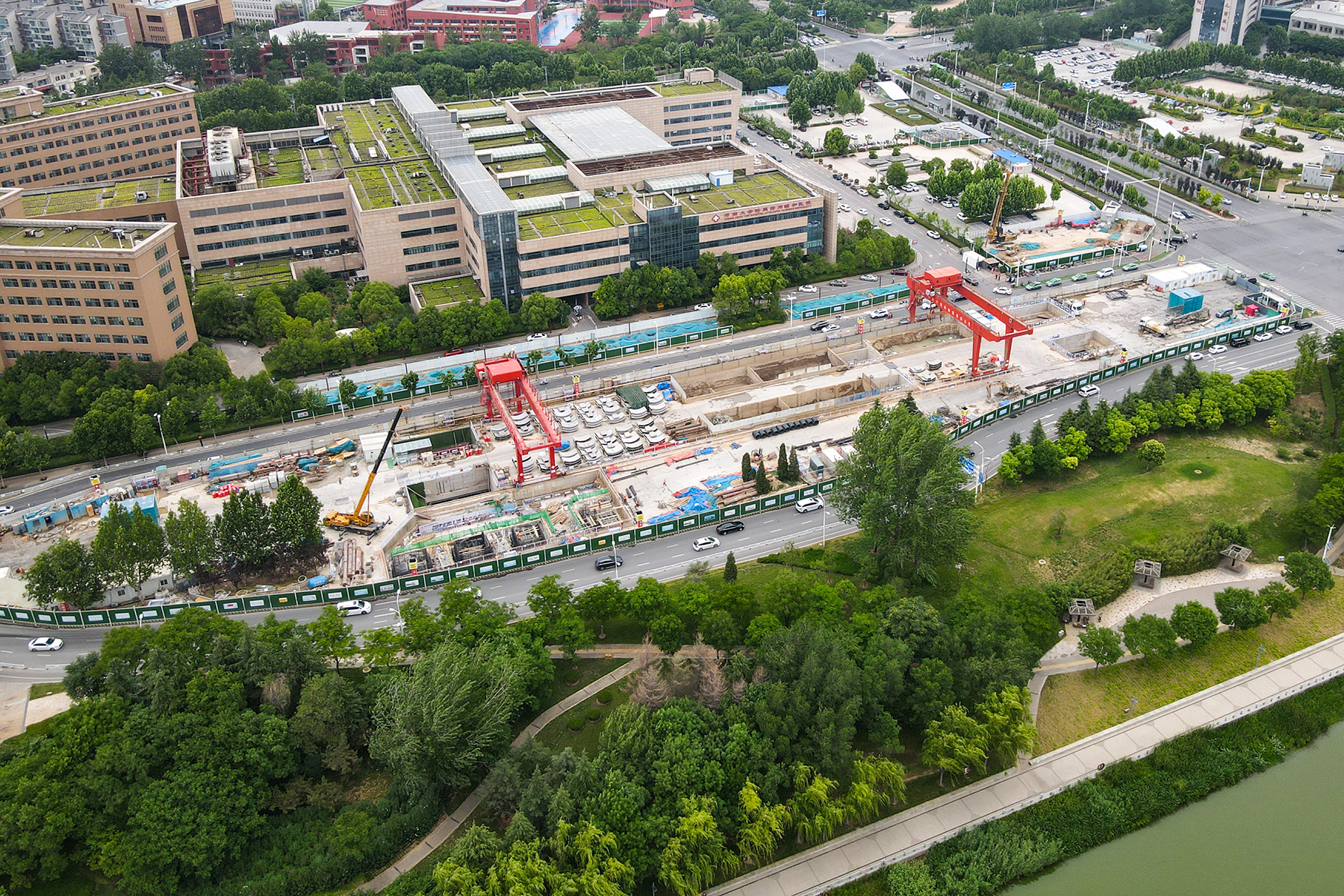
2022年5月，建设中的12号线儿童医院站

儿童医院站于2019年5月20日随郑州地铁5号线开通而启用。2023年12月20日，郑州地铁12号线一期开通运营，该站12号线部分随之启用，使该站成为5号线和12号线的换乘站。

### 站名争议
2019年7月，在该站启用后尚不足两个月，该站出入口外的标识由“儿童医院站”更改为“儿童医院·颐和医院站”，但站内指示与车厢报站并未更改。此举引起一些市民与媒体对地铁站更名合理性与合法性的质疑。

### 事故
在2021年7月20日的水灾中，儿童医院站整个地下二层（站台层）被水淹没，积水最深处达6米。7月26日起开始进行抽排水。

## 周边主要地点
- 河南省儿童医院东区
- 郑州颐和医院
- 祭伯城遗址公园